# Modelul ierarhic al rețelelor de calculatoare
Modelul ierarhic sau rețele campus, care se aplică pentru rețea, descrie, de obicei, rutere, switch-uri, dispozitive de rețea și servere care alcătuiesc infrastructura rețelei pentru un set de clădiri situate în imediata apropiere. Acest model poate fi o mare corporație, un sediu bancar, sau un colegiu. 

Reprezentarea grafică a rețelei ierarhice

Un obiectiv de proiectare pentru rețelele campus este de a separa clădirile, etajele, grupurile de lucru, și centrele de calcul ,  grupuri mai mici de nivelul 3 a stivei OSI pentru a preveni defectele de rețea, care afectează  un grup mare de utilizatori.
Ruterele care operază la nivelul 3 a stivei OSI oferă o graniță împotriva problemelor de rețea debilitante, cum ar fi furtuni de difuzare (broadcast storm) și bucle. În timp, abordarea ierarhică de proiectare a rețelei sa dovedit a fi cea mai eficientă. Cele trei straturi primare a unei rețele ierarhice sunt:

Reprezentarea rețelei ierarhice utilizând doar simboluri rețelistice

- Core (uneori numită backbone) - este artera centrală pentru traficul corporativ. Toate celelalte părți ale rețelei se conectează de la acest nivel de bază. Nivelul core trebuie să fie proiectat pentru a comuta pachetele cât mai rapid. Acest nivel nu ar trebui să includă operațiunile care ar putea încetini operațiile  de comutare a pachetelor: nivelul de distribuție ar trebui să se ocupe de orice manipulare sau operații de filtrare a pachetelor.[2]

- Distribuție - nivelul de distribuție oferă conectivitate bazată pe politici de rețea și graniță între nivelurile de acces și de bază. De exemplu, o clădire de 20 de etaje ar putea avea o rețea de distribuție în care fiecare etaj se conectează , cu nivelul core. La acest nivel are loc procesul de filtrare și manipulare cu pachetele.

Prin urmare, îndată ce pachetele sunt "pregătite", nivelul core pur și simplu trebuie să le comuteze rapid spre destinație.
- Acces - oferă acces utilizatorilor la rețea. La acest nivel, utilizatorilor le este permis sau refuzat accesul la rețeaua companiei. De obicei, fiecare persoană care stă la birou are un cablu care rulează la un dulap tehnic și se conectează la un comutatator de rețea;

## Importanța nivelelor
Nivelul de distribuție și core prestează servicii vitale, prin agregarea grupurilor de utilizatori și a serviciilor. Prin urmare, dacă un dispozitiv de distribuție sau core dă eșec, acest lucru poate afecta mari comunități de utilizatori. Din acest motiv, reducând șansele de eșec, la aceste nivele, reduce și eventual previne întreruperile și inutile și neplanificate. Căile de rețea redundante , echipamente redundante, și protocoale tolerante la defecte (cum ar fi Hot Standby Router protocol
HSRP) contribuie la recuperarea rapidă a rețelei după un eșec.
Companiile preferă să reducă numărul protocoalelor de rutare care traversează nivelul core. La începutul anilor 1990, înainte de popularitatea masivă a TCP/IP și a Internetului, magistralele principale rulau pe protocoalele predominante : Novell,
DECnet, AppleTalk, NetBIOS, și Banyan VINES. Având atât de multe protocoale, ele creau probleme complicate de design. Când TCP/IP a devenit, prtocolul de rețea de facto,companiile a lucrat pentru a elimina traficul non-IP de la nivelul core.

## Disponibilitatea înaltă
Disponibilitatea înaltă se referă la capacitatea rețelei de a se recupera de la diferite tipuri de eșecuri. Disponibilitatea  înaltă ar trebui să fie proiectată la toate nivele ierarhice. Cu un design potrivit, stabilitatea rețelei este ușor de realizat,
rezolvarea problemelor devine mai ușoară, și eroarea umană este redusă.
- Nivelul 1: legăturile și echipamentele redundante oferă căi fizice alternative prin intermediul rețelei.
- Nivelul 2 și 3: Protocoalele precum Spanning Tree, HSRP, și altele oferă căi alternative și o convergență rapidă. [3]

## Redundanță

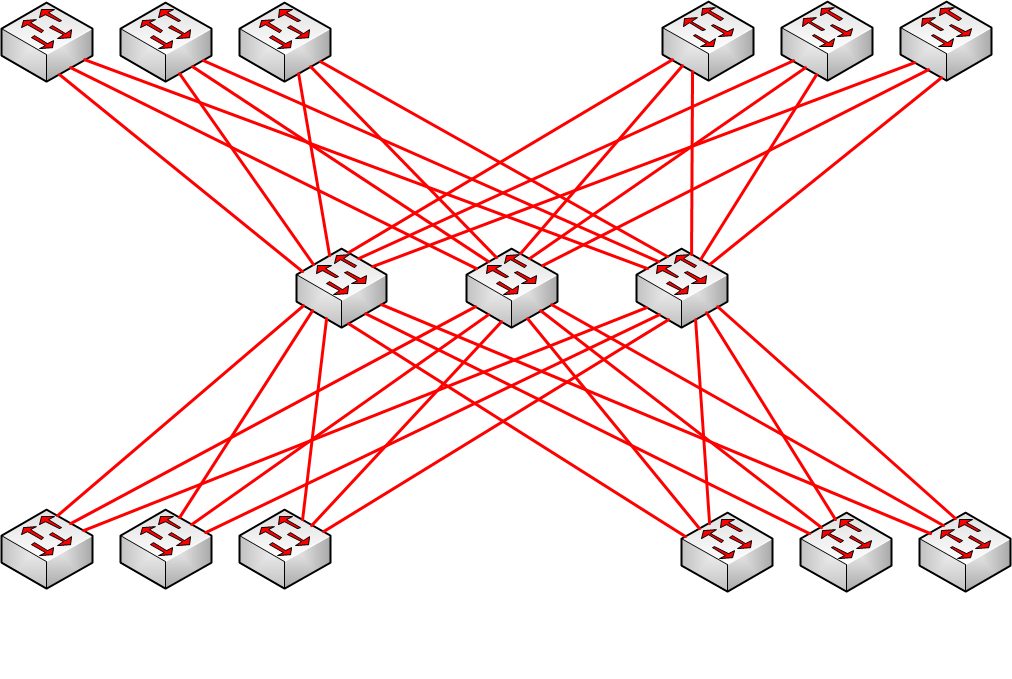
Exemplu de redundanță greșită

Redundanța este un element cheie în proiectarea unei rețele cu disponibilitate înaltă. Cu toate acestea, deși redundanța este un lucru bun, prea multă redundanță poate fi de fapt, dăunător pentru rețea. Probleme cu convergența poate avea ca rezultat. Prea multă redundanță poate face de asemenea, rezolvarea și gestionarea problemelor mai dificilă.